# Hugh le Despenser (1261-1326)
Hugh le Despenser, bijgenaamd de Oudere, (1 maart 1261 - Bristol, 27 oktober 1326) was van 1265 tot aan zijn dood baron le Despenser en van 1322 tot aan zijn dood graaf van Winchester. 

## Herkomst
Hugh le Despenser was een zoon van Hugh le Despenser, die als Chief Justiciar aan de zijde van Simon V van Montfort in 1265 sneuvelde in de Slag bij Evesham, en Alina Basset, dochter van edelman Philip Basset. Na de zege van koning Hendrik III van Engeland in de zogeheten Tweede Baronnenoorlog werden de bezittingen van zijn vader in beslag genomen door de Kroon.

## Carrière als militair en diplomaat
In mei 1281 kreeg Despenser van koning Eduard I van Engeland de in beslag genomen goederen van zijn vader terug en in augustus van dat jaar werd hem ook de erfenis van zijn moeder overhandigd. Tijdens de tweede veldtocht van Eduard I om Wales te veroveren, diende hij in 1283 onder Edmund van Cornwall. Nadat Hugh in 1285 zonder toestemming van de koning huwde met Isabella (overleden in 1306), dochter van William de Beauchamp, graaf van Warwick, en weduwe van Patrick de Chaworth, legde Eduard I hem een boete van 2.000 mark op. In dienst van de koning maakte hij snel carrière. In 1287 begeleidde hij Eduard I naar Gascogne en in 1294 werd hij benoemd tot constable van Odiham Castle. Rond dezelfde tijd was hij tevens Engels gezant bij Rooms-Duits koning Adolf van Nassau en bij Siegfried van Westerborg, de aartsbisschop van Keulen. In 1294 was hij opnieuw in Gascogne en in 1295 werd Hugh als baron le Despenser voor het eerst lid van het Parlement van Engeland. In april 1296 nam hij tijdens de oorlog met Schotland deel aan de Slag bij Dunbar en tijdens de Frans-Engelse Oorlog verbleef hij van 1296 tot 1297 als vertegenwoordiger van Eduard I aan het hof van Gwijde van Dampierre, graaf van Vlaanderen, met wie de Engelsen op 5 februari 1297 een bondgenootschap sloten. Een week later kreeg hij de functie van Justice of the Forest south of Trent en in juni 1297 werd Hugh lid van de Koninklijke Raad. In 1300 was hij een van de slechts drie magnaten die deelnamen aan de veldtocht van de koning in Schotland.
In november 1300 werd hij samen met Hugh de Lacy, graaf van Lincoln, als gezant naar paus Bonifatius VIII in Rome gestuurd en in april 1302 was hij een van de gezanten die in Frankrijk een vredesverdrag moesten onderhandelen om de oorlog met Engeland te beëindigen. In oktober 1305 zond Eduard I Hugh le Despenser naar Lyon, om met paus Clemens V een mogelijke kruistocht en de Frans-Engelse betrekkingen te bespreken. Naast deze talrijke diplomatieke missies, nam hij tussen 1303 en 1306 deel aan de veldtochten van de Engelse koning in Schotland. Voor zijn trouwe diensten beloonde de koning hem in 1296 met Kirtlington en in 1301 met Great Haselse in Oxfordshire. In 1306 kreeg hij de toelating om zijn oudste zoon Hugh le Despenser de Jongere uit te huwelijken aan Eleanor de Clare, een kleindochter van de koning.

## In het gevolg van Eduard II
Na de dood van Eduard I in juli 1307 waren de Despensers meteen een trouwe bondgenoot van diens zoon en erfopvolger Eduard II. Tijdens de kroning mocht hij zelfs een deel van de regaliën. Toen de baronnen uit onvrede met het beleid van Eduard II begin 1308 in opstand kwamen, nam Hugh le Despenser het beheer van Devizes, Marlborough en Chepstow over. In maart 1308 werd hij opnieuw benoemd tot Justice of the Forest south of Trent, een ambt dat in augustus 1309 levenslang aan hem werd overgedragen. Hij was ook een van de weinige edelen die Piers Gaveston, de favoriet van de koning, ondersteunden, een reden waarom de baronnen in het voorjaar van 1308 openlijk in opstand kwamen. Wegens zijn houding werd Hugh le Despenser uit het Parlement van Northampton geweerd, maar in de herfst van 1308 bevond hij zich terug aan het koninklijk hof. In mei 1313 begeleidde hij Eduard II naar Frankrijk, waar zijn zonen door koning Filips IV tot ridder werden geslagen. Rond die tijd was Despenser een van de vijanden van graaf Thomas van Lancaster geworden, die de adellijke oppositie aanvoerde. In juni 1314 nam hij deel aan de Slag bij Bannockburn tegen de Schotten. Na de Engelse nederlaag won Lancaster aan invloed aan het koninklijk hof, terwijl Despenser moest vertrekken.

## De gunstige positie van de Despensers
In het voorjaar van 1316 maakten Despenser en zijn oudste zoon weer deel uit van het gevolg van Eduard II. Ondanks verzoeningspogingen bleef hij echter met Lancaster strijden. In 1317 begeleidde Hugh de Oudere de koning op veldtocht naar Schotland. Een jaar later werd zijn zoon kamerheer van de koning en groeide hij uit tot diens nieuwe favoriet. In 1320 werd Hugh samen met Bartholomew de Badlesmere naar Gascogne gestuurd, om daar de Engelse administratie te controleren. Van daaruit reisde hij naar Amiens, waar hij de koning ontmoette. Ondertussen ontstond er vanwege de groeiende invloed van zijn zoon een adellijke opstand in de Welsh Marches. Zijn bezittingen in Wales werden tijdens de zogenoemde Despenser War bezet. In het Parlement dwongen de opstandige rebellen op 14 augustus de koning om de Despensers te verbannen. Hugh de Oudere ging in ballingschap naar Bordeaux, maar reeds op 1 december werden hij en zijn zoon teruggeroepen naar Engeland. Begin 1322 begon Eduard II een veldtocht om de opstandige baronnen het zwijgen op te leggen. Op 16 maart 1322 versloegen de koninklijke legers de troepen van Thomas van Lancaster in de Slag bij Boroughbridge, waarna die als verrader de doodstraf kreeg en onthoofd werd. De bezittingen van Lancaster werden door de koning in beslag genomen, waarna hij Denbigh Castle in Noord-Wales aan Despenser de Oudere schonk. Hugh kreeg ook Brimsfield en andere landgoederen toegewezen, die voordien in het bezit waren van zijn zwager, de eveneens als verrader ter dood veroordeelde John Giffard. Op 10 mei 1322 werd hij door Eduard II verheven tot graaf van Winchester. De volgende jaren hadden Despenser en zijn zoon steeds meer invloed op de koning, die op een tirannieke manier heerste. De echtgenote van Eduard II, Isabella van Frankrijk, haatte de Despensers en vluchtte uiteindelijk in 1325 naar haar geboorteland.

## Val en dood
In september 1326 landde de koningin met een leger onder leiding van haar minnaar Roger Mortimer terug in Engeland. De koning en de Despensers sloegen op de vlucht naar Wales. Despenser de Oudere werd door Eduard II naar Bristol Castle gestuurd, maar het plaatselijke garnizoen weigerde zijn bevelen op te volgen en gaf zich over aan de koningin. Hugh werd gevangengenomen, als verrader ter dood veroordeeld en op 27 oktober via ophanging geëxecuteerd in de stad Bristol. Zijn hoofd werd na de terechtstelling van zijn lichaam verwijderd en naar Winchester gestuurd. De rest van zijn lijk werd aan de honden gevoederd.

## Nakomelingen
Uit zijn huwelijk met Isabel de Beauchamp werden volgende kinderen geboren:
- Hugh (1286-1326), huwde met Eleanor de Clare
- Aline (overleden rond 1353), huwde in 1302 met baron Edward Burnell
- Isabel (1290-1334), huwde eerst in 1306 met Gilbert de Clare, heer van Thomond, daarna in 1308 met baron John Hastings en ten slotte rond 1318 met baron Ralph de Monthermer
- Philip (1290-?), huwde met Margaret, dochter van Ralph De Gousille